# Anglerne Annelus
Anglerne Annelus, detta Angie (Kansas City, 10 gennaio 1997), è una velocista statunitense, specializzata nei 200 metri piani.

## Biografia
Nata e cresciuta nel Missouri, Annelus si trasferisce in California affiliandosi dapprima al team atletico della UCLA ed in seguito presso l'University of Southern California, con cui ha vinto due titoli consecutivi ai campionati NCAA.
Nel 2019 ha debuttato internazionalmente prendendo parte con successo ai Campionati NACAC under 23 in Messico. Nel medesimo anno, Annelus si è anche qualificata nel corso dei trials nazionali ai Mondiali in Qatar, dove ha concluso la gara finale in quarta posizione.

## Palmarès
| Anno | Manifestazione       | Sede      | Evento      | Risultato | Prestazione | Note |
| ---- | -------------------- | --------- | ----------- | --------- | ----------- | ---- |
| 2019 | Campionati NACAC U23 | Querétaro | 200 m piani | Oro       | 22"84       |      |
| 2019 | Campionati NACAC U23 | Querétaro | 4×100 m     | Oro       | 42"97       |      |
| 2019 | Mondiali             | Doha      | 200 m piani | 4ª        | 22"59       |      |